# Amélia Hamburger

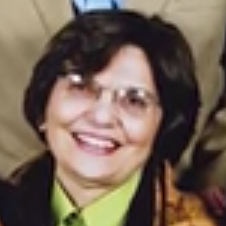
Amélia Império Hamburger

Amélia Império Hamburger (* 12. Juli 1932 in São Paulo, Brasilien; † 1. April 2011 ebenda) war eine brasilianische Physikerin und Hochschullehrerin. Sie war Professorin am Physikinstitut der Universidade de São Paulo.

## Leben und Werk
Hamburger war die Tochter des Goldschmieds Domingos Império und Helena Fausto Império. Ihre Großeltern väterlicherseits und mütterlicherseits zogen Ende des 19. Jahrhunderts aus Italien nach São Paulo. Sie studierte Physik am Physikinstitut der Universität São Paulo (IF-USP), wo sie 1954 ihr Grundstudium abschloss. Hier lernte sie im Studium ihren späteren Ehemann Ernst Wolfgang Hamburger kennen, der im Alter von drei Jahren mit seinen Eltern von Deutschland nach Brasilien ausgewandert war. Sie arbeitete während ihres Grundstudiums bei Oscar Sala am Van-de-Graaff-Beschleuniger.
1956 heiratete sie Hamburger, mit dem sie 5 Kinder bekam, darunter den Filmemacher Cao Hamburger. Im selben Jahr zog sie mit ihrem Mann in die USA, wo sie an der University of Pittsburgh bis 1960 studierte und einen Master-Abschluss erwarb. 1958 veröffentlichte sie als Co-Autorin in der ersten Ausgabe der neu gegründeten Zeitschrift Physical Review Letters einen Artikel über Kernreaktionen. Im Jahr ihrer Rückkehr nach Brasilien wurde 1960 eine zweite Arbeit in Physical Review Letters veröffentlicht. In Brasilien wurden sie und ihr Ehemann 1960 vom Physikinstitut der Universität São Paulo (IF-USP) eingestellt. Vier Jahre später wurde sie Assistenzprofessorin.
Da sich die politische Lage aufgrund des Militärputsches in Brasilien verschlechterte, lebte sie mit ihrer Familie von 1965 bis 1967 in den USA. In dieser Zeit absolvierte sie ein Postdoktorat an der Carnegie Mellon University, wo sie 1967 promovierte. Sie forschte zu den Eigenschaften magnetischer Kristalle bei niedrigen Temperaturen. Nach ihrer Rückkehr nach Brasilien wurden sie und ihr Ehemann im Dezember 1970 von den Strafverfolgungsbehörden verhaftet und verbrachten eine kurze Zeit im Gefängnis.
Hamburger war mehr als 40 Jahre lang Professorin am Instituto de Física da Universidade de São Paulo und war 1966 an der Gründung der Sociedade Brasileira de Física beteiligt. Sie war an der Universität auch verantwortlich für die Organisation der historischen Archive.
Hamburger starb 2011 im Alter von 78 Jahren in São Paulo und wurde auf dem Cemitério do Morumbi in São Paulo beigesetzt.

## Ehrungen (Auswahl)
- 2010: Prêmio Jabuti[4]
- 2022: die Abgeordnetenkammer (Brasilien) verleiht ihr zu Ehren den Amélia Império Hamburger Women in Science Award[5]

## Veröffentlichungen (Auswahl)
- Obra Ciência de Mário Schenberg. 2009, ISBN 978-85-314-1186-1.
- Analysis of (d, t) pick-up reactions. Physical Review, v. 118, n.º 5, 1960, S. 1271–1278. doi:10.1103/PhysRev.118.1271.